# Marigona Zani
Marigona Zani (* 5. Juli 1996) ist eine albanische Fußballtorhüterin. Sie spielt für den TSV Jahn Calden in der Regionalliga. Seit 2015 spielt sie für die albanische Nationalmannschaft.

## Werdegang
2015 machte Zani durch gute Leistungen in der dritthöchsten deutschen Spielklasse beim TSV Jahn Calden auf sich aufmerksam. Daraufhin wurde sie erstmals für die Qualifikationsspiele zur Europameisterschaft 2017 in den Kader der albanischen Nationalmannschaft berufen und konnte sich dort bewähren. Bis zur Unterbrechung ihrer aktiven Karriere im Jahr 2018 stand sie regelmäßig im Aufgebot. 2019 wechselte Zani zurück zu ihrem Göttinger Heimat- und Jugendverein. Mit Blick auf eine erneute Nominierung für die Nationalmannschaft kehrte sie allerdings bereits im Sommer 2020 wieder zum nordhessischen Regionalligisten TSV Jahn Calden zurück.